# Villar de los Barrios
Villar de los Barrios es una pedanía perteneciente al municipio de Ponferrada, en la comarca de El Bierzo, provincia de León, España.
Declarada Bien de Interés Cultural en la categoría de Conjunto Histórico en noviembre de 2014, junto con Salas de los Barrios y Lombillo de los Barrios.

## Población
Según los datos del INE de 2014, Villar de los Barrios cuenta con un total de 185 habitantes, 95 hombres y 90 mujeres.

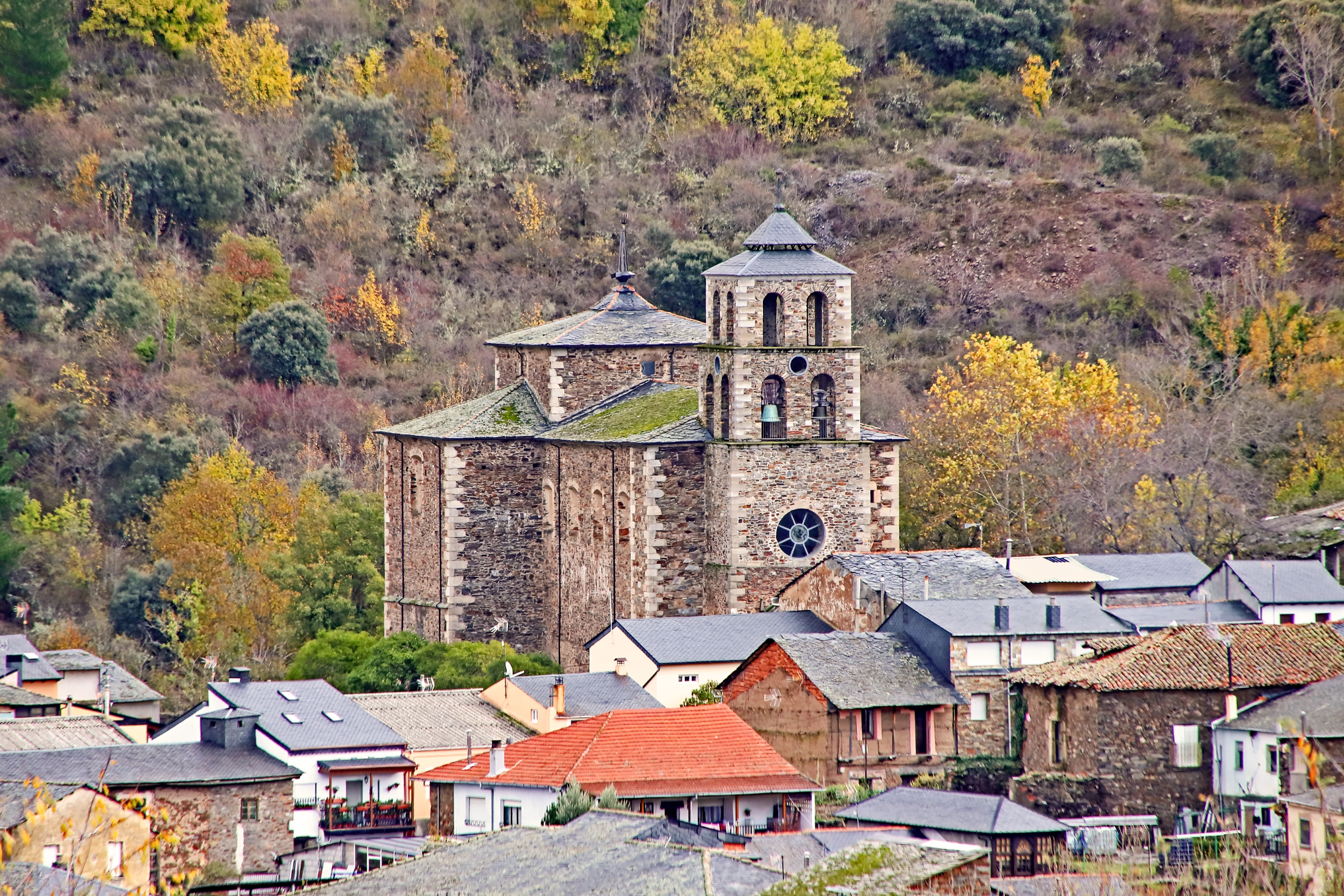
Iglesia de Santa Columba

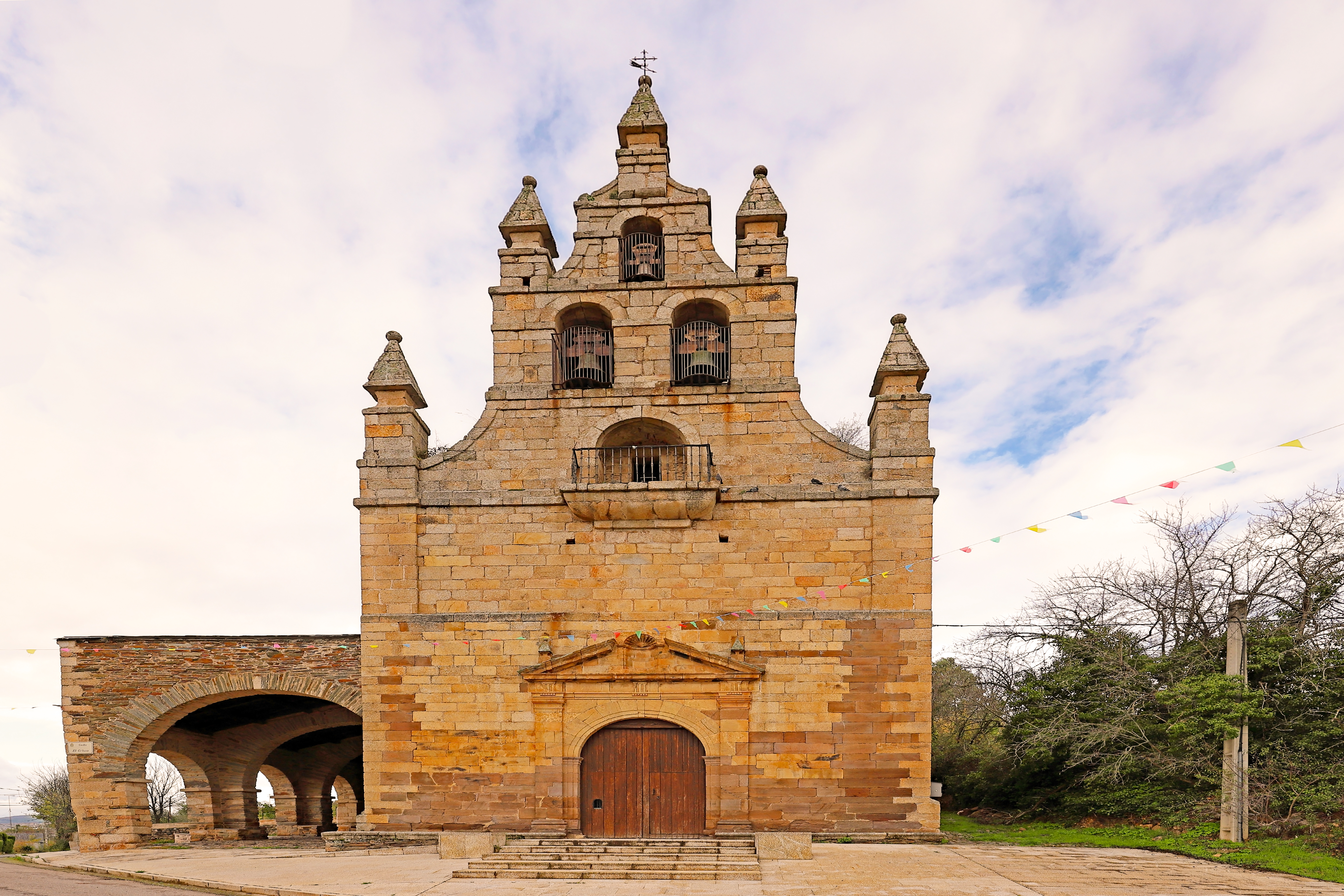
Ermita del Santo Cristo

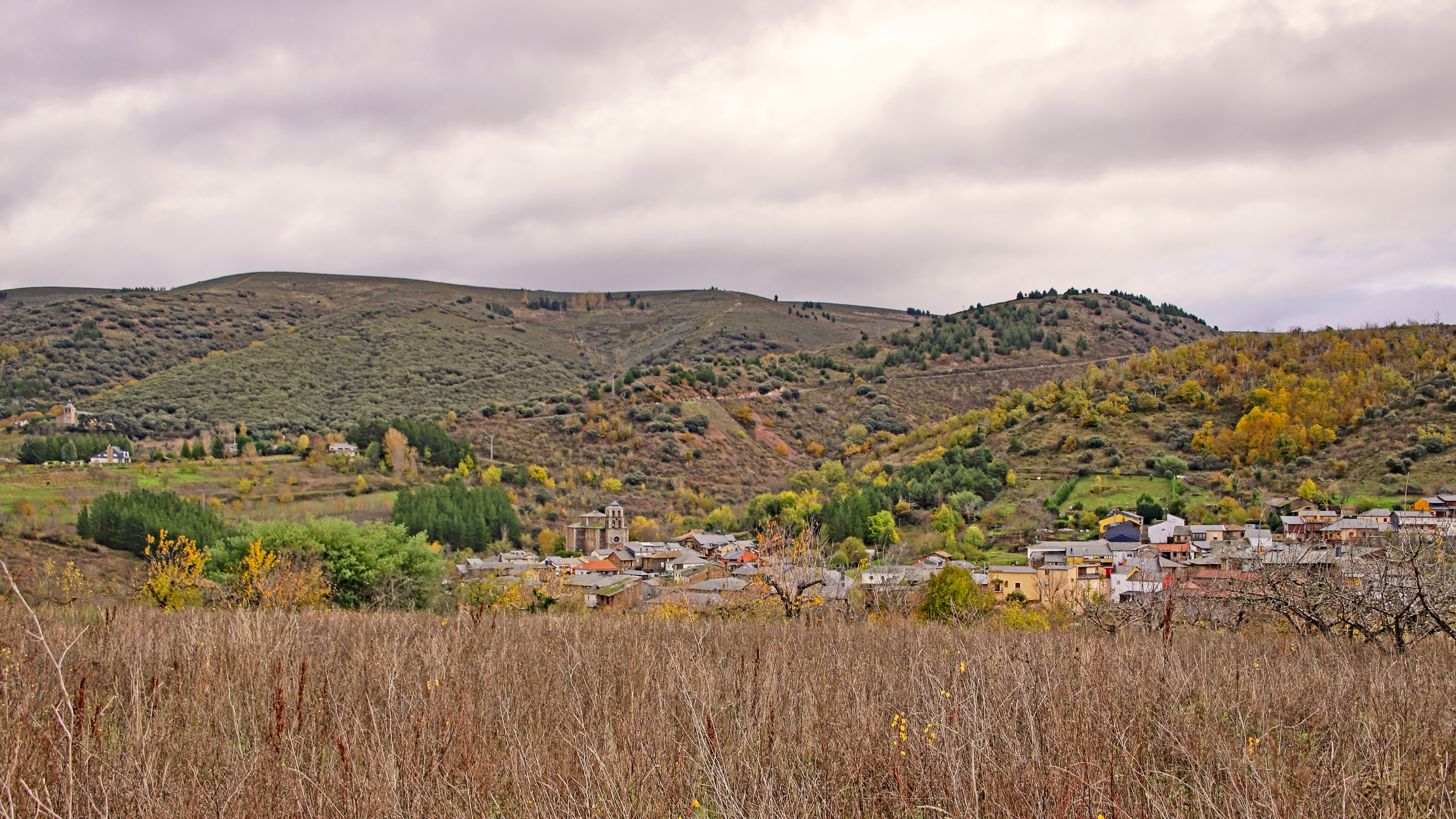
Panorámica

## Acceso
Está situado al sureste de Ponferrada.
Desde Ponferrada se accede a Villar de los Barrios, saliendo por el nuevo Puente Boeza, donde comienza la carretera LE-5204 (Ponferrada a Campo de Las Danzas por San Esteban de Valdueza), con desvío a la izquierda a unos 200 m hacia la LE-5228 (de Ponferrada a Corporales por Salas de los Barrios). Las primeras casas se sitúan desde el kilómetro 4 de la LE-5228, pero a la altura de la Iglesia del Cristo pasa a denominarse LE-5245.
También es posible acceder desde Salas de Los Barrios por la LE-5228. Solo hay 270 m entre la Iglesia del Cristo y las primeras casas de Salas de los Barrios.
El acceso más directo desde San Lorenzo y San Cristóbal de Valdueza es por caminos rurales de tierra, no transitables por todos los vehículos, por lo que es preferible hacerlo pasando por Ponferrada.

## Cultura
Con el fin de mantener y revitalizar la pedanía se celebra cada año, desde el año 2013, el festival artístico y cultural Villar de los Mundos, con la participación de artistas internacionales y de El Bierzo. En la primera edición contó con la presencia, entre otros, del trompetista de jazz chileno Cristian Cuturrufo.

## Lugares de interés
Villar de los Barrios cuenta con dos iglesias:
- La ermita del Santo Cristo, comenzada a construir en 1627 y reformada posteriormente en 1830.[2] Esta es la sede de la cofradía de la Vera Cruz, una de las más antiguas de España, constituida antes de 1522. El edificio es de estilo Barroco, con una sola nave cubierta con bóveda de cañón y tres arcos apoyados en gruesos pilares. También contiene un retablo en piedra policromada que cobija el Cristo de Los Barrios, de estilo gótico. En el retablo mayor se encuentran varias imágenes exentas del Resucitado, Jesús atado a la columna y el Ecce Homo. En los retablos laterales también encontramos otras imágenes, entre las que destacan, una Inmaculada, de la Escuela de Gregorio Fernández.

- La iglesia de Santa Columba, construida entre 1723 y 1757.[3] Es un edificio de grandes dimensiones, con planta de cruz latina, una sola nave cubierta con bóveda de cañón y arcos fajones. En el interior destaca su retablo mayor, la mayoría de sus pinturas y esculturas representan escenas de la vida de Santa Columba, patrona de la localidad.